# Freundlichkeit
Als Freundlichkeit bezeichnen allgemeiner Sprachgebrauch und Sozialpsychologie das anerkennende, respektvolle und wohlwollende Verhalten eines Menschen, aber auch die innere wohlwollende Geneigtheit gegenüber seiner sozialen Umgebung. Ihr Gegenteil ist die Feindseligkeit oder Aversion.

## Sichtweisen

### Philosophie
Nach Aristoteles bildet die Freundlichkeit (im weiteren Sinne hier: φιλία) die Mitte zwischen dem Verhalten des Gefallsüchtigen (ἄρεσκος) und des Streitsüchtigen (δύσερις) und bestimmt den Umgang mit Freunden und Mitmenschen. „Der Freundliche begegnet seinem Gegenüber liebenswürdig und bringt ihm das Interesse entgegen, das ihm gebührt. Er nimmt Rücksicht auf andere und versucht sich so zu benehmen, dass niemand Anstoß an ihm nimmt. Im allgemeinen also gilt, wie gesagt, dass er im Verkehr sich auf die rechte Art verhalten wird.“

### Soziologie
Während „Freundschaft“ schon lange ein soziologisches Thema war (vgl. 1887 Gemeinschaft und Gesellschaft von Ferdinand Tönnies), wurde „Freundlichkeit“ erst spät für die Empirische Sozialforschung operationalisiert.
Hier wird „Freundlichkeit“ als besondere Variante zugewandten sozialen Handelns und „positive soziale Sanktion“ behandelt. Die Abschätzung des Einsatzes von Freundlichkeit zeigt, dass Egoismus und Freundlichkeit zu Kooperation führen. Diese Aussage belegt Heiner Meulemann anhand von Computersimulationen verschiedener Spielstrategien im sog. Gefangenendilemma. Im Rahmen dieser Spieltheorie können verschiedene soziale Strategien zuverlässig untersucht und miteinander verglichen werden. Dazu wurden 63 unterschiedliche Spielstrategien gegeneinander ausgespielt. Die Strategie, welche am Ende die meisten Punkte erzielte, war Tit for Tat. Die Kriterien dieser Strategie sind: Anfangen mit Kooperation, dann reziprozieren und sofortige Vergeltung üben für nur genau eine Runde. Dem liegt die Logik der Nutzenmaximierung durch Verknüpfung mit wertrationalem Handeln zugrunde. Die Aussage, dass Unfreundlichkeit im einzelnen Spiel Gewinn hervorrufe, wird durch die Erkenntnis überlagert, dass Freundlichkeit und Kooperation auf längere Sicht geeignet sind, die höchsten Erfolge in diesem Experiment zu erzielen. Vergleiche dazu auch Tausch (Soziologie).
Eine freundliche Zuwendung zeigt – im Gegensatz zu anderen Komponenten sozialer Kompetenz wie Höflichkeit oder Taktgefühl – eine höhere Initiative für den Kommunikationsprozess mit dem Gegenüber und nimmt dadurch mehr Anteil an den persönlichen Faktoren der Beziehungsebene. Die freundliche Zuwendung enthält somit auch immer persönliche bzw. personifizierte Elemente. Sie setzt ein gewisses Maß an Interesse am Gegenüber voraus, erfordert allerdings nicht das tiefe empathische Einfühlungsvermögen, welches z. B. für Mitgefühl, Mitleid oder Selbstlosigkeit erforderlich ist. Freundliche Handlungen stehen soziologisch gesehen also zwischen den formalen Ausdrucksformen einer gewissen Mindestanforderung sozialer Begegnung und freundschaftlicher bzw. intimer Zuwendung.
In Bezug auf die Sympathie-Antipathie-Dimension (angenehm – unangenehm, freundlich – feindlich) gilt das Prinzip der Reziprozität als gesichert. So induziert Freundlichkeit überzufällig oft Freundlichkeit, Feindseligkeit induziert überzufällig oft Feindseligkeit.

### Ökonomie
In der personalwirtschaftlichen Bewertung wird die Freundlichkeit zum Bereich der sozialen Kompetenzen gezählt und als Teil der Schlüsselqualifikationen im Rahmen der Eignungsdiagnostik bewertet. So geht die Verkaufspsychologie davon aus, dass Freundlichkeit einen zentralen Erfolgsfaktor zur Erzielung ökonomischer Austauschprozesse bildet. Lächeln stellt weltweit im ökonomischen Handelsverkehr einen Inhalt planvoller Emotionsarbeit dar, der im Vertrieb und in der Diplomatie einen Tauschcharakter besitzt. Hier wird gezielt eingesetzte Freundlichkeit gegen Lohn und die verbesserte Option getauscht, einen Vertragsabschluss zu erzielen. Dabei ist es unerheblich, was die jeweilige Handelskultur als freundliche Geste interpretiert. Die jeweilig gültige Form des freundlichen Verhaltens wird in der Regel erwartet und auch geboten. Diese Freundlichkeit als Serviceleistung, Vermarktungs- oder Verhandlungsstrategiekomponente kann in Form eines Lächeltrainings geübt werden.
Sowohl in innerbetrieblichen Austauschprozessen, in der Zusammenarbeit mit anderen im Team oder als Führungskraft, als auch im Bereich der Öffentlichkeitsarbeit oder der Debitorenbuchhaltung im Zusammenhang mit dem Mahnwesen und Kunden, die sich in Zahlungsschwierigkeiten befinden, im Bereich der Reklamationsbearbeitung und nicht zuletzt bei Verhandlungen mit institutionellen Geldgebern und privaten Investoren wird der Freundlichkeit im Umgang dem jeweiligen Gegenüber ein enormer Stellenwert zur Konfliktvermeidung und Deeskalation beigemessen.
Die entsprechende Ausbildung im Beziehungsmanagement, der Rhetorik und Körpersprache zur Verhandlungsführung und Präsentation ist Bestandteil der kfm. Fortbildung ab Fachwirtniveau bzw. für Fachverkäufer mit entsprechend sensibilisierten Arbeitgebern und wird im akademischen Ausbildungsrahmen in Form von fakultativen Zusatzkursen an den meisten betriebswirtschaftlichen Hochschulen und Fachhochschulen angeboten. Im Vergleich mit internationalen Standards wird dem deutschen Einzelhandel, der deutschen Verhandlungskultur im Bereich der Handwerksberufe sowie weiten Teilen der kleinen und mittleren Unternehmen wenig Freundlichkeit zugeschrieben. Bekannt geworden sind die Metapher von der Servicewüste Deutschland und Bestsellertitel im Bereich des Marketings wie z. B. Das einzige, was stört, ist der Kunde (Edgar K. Geffroy, Begründer des Clienting).

### Christliche Theologie
Die durch das christliche Doppelgebot der Liebe erhobene Forderung nach einem liebevollen Umgang miteinander geht über eine Anweisung zum freundlichen Umgang miteinander weit hinaus, obwohl Freundlichkeit natürlich als eine erstrebenswerte Verhaltensweise des Christen genannt wird. (Ihr seid von Gott geliebt, seid seine auserwählten Heiligen. Darum bekleidet euch mit aufrichtigem Erbarmen, mit Güte, Demut, Milde, Geduld! Ertragt euch gegenseitig und vergebt einander, wenn einer dem andern etwas vorzuwerfen hat. Wie der Herr euch vergeben hat, so vergebt auch ihr! Vor allem aber liebt einander, denn die Liebe ist das Band, das alles zusammenhält und vollkommen macht. (Kol 3,12-14 ).)
Freundlichkeit ist im Kontext der christlichen Theologie jedoch vor allem eine Einstellung Gottes zu den Menschen, denen er sich freundlich erweist. So heißt es in der Liturgie des Abendmahls bzw. der Eucharistie: Kommt, denn es ist alles bereitet; seht und schmeckt, wie freundlich der Herr ist. Als göttliches Attribut ist Freundlichkeit in diesem Sinne auch bereits alttestamentlich bezeugt. So kennt der Psalter den in vielfacher liturgischer Form übernommenen Lobpreis Preiset den Herrn, denn er ist freundlich und seine Güte währet ewiglich.(Psalm 136,1 )

## Zitate
- „Freundlichkeit in Worten schafft Vertrauen. Freundlichkeit im Denken schafft Tiefe. Freundlichkeit im Geben schafft Liebe.“ – Lao-Tse
- „Freundlichkeit: eine Sprache, die Taube hören und Blinde lesen können.“ – Mark Twain